# 塘溪镇
塘溪镇，是中华人民共和国浙江省宁波市鄞州区下辖的一个乡镇级行政单位。因驻地塘溪而得名:83。

## 历史
唐朝时属鄮县，宋、元、明、清属鄞县翔凤乡，民国时称赤堇乡、亭溪乡，1950年5月设赤堇乡、塘溪乡、鹳山乡，8月设管江乡，1956年6月鹳山乡、管江乡、赤堇乡并入塘溪乡，属大嵩区，1958年10月改为旭光（大嵩）人民公社塘溪、鹳山、管江、赤堇4个管理区，1960年12月鹳山管理区并入咸祥、大嵩、管江、塘溪管理区，1961年6月改为塘溪、管江公社，赤堇管理区并入塘溪公社，9月恢复大嵩区，1963年5月赤堇公社从塘溪公社析出，1983年6月改为赤堇乡、管江乡、塘溪乡，1992年5月赤堇乡、管江乡并入塘溪乡，1995年5月撤乡建镇:83。

## 行政区划
塘溪镇下辖以下地区：
东山村、华山村、上城村、管江村、前溪头村、鹳山村、大碧浦村、邹溪村、塘头村、施村、沙村、童村、上周村、北岙村、育碶村、东西岙村和童夏家村。

## 中国传统村落
2019年6月6日，童夏家村列入第五批中国传统村落。